# Eremohadena roseonitens
Eremohadena roseonitens is een vlinder uit de familie uilen (Noctuidae). De wetenschappelijke naam is voor het eerst geldig gepubliceerd in 1887 door Oberthur.
De soort komt voor in Europa.